# Argentinska doga
Argentinska doga (uradno poimenovana Dogo Argentino) je pasja pasma, ki izvira iz prve polovice 20. stoletja, ko so jo v Argentini vzgojili za lov na divje svinje in obrambo pred pumami.

## Opis
Argentinska doga ima močno, kompaktno in mišičasto telo, pokrito s kratko, ostro dlako bele barve. Plečna višina odraslih psov je med 55 in 68 cm, dosežejo pa med 40 in 55 kg. To je temperamenten pes, ki je samozavesten, predan gospodarju in dober do ljudi, občasno pa je lahko agresiven do drugih psov, zaradi česar je potrebna socializacija v zgodnjem življenjskem obdobju. Za to pasmo je potreben lastnik z izkušnjami, saj ob nepravilni vzgoji lahko ta vrsta postane pretirano agresivna.

## Zgodovina pasme
Argentinsko dogo je v dvajsetih letih 20. stoletja prvi vzgojil argentinec Antonio Nores Martinez. Pasma je nastala s križanjem starega tipa španskega borilnega psa, španske in nemške doge, bulteriera starega tipa, in nemškega bokserja. Kombinacija je »rodila« močnega in neustrašnega psa z veliko življenjsko energijo in belo dlako, ki odbija vročino. 